# شورکند، لنکران
شورکند (به لاتین: Şorkənd) یک منطقهٔ مسکونی در جمهوری آذربایجان است که در شهرستان نفت چاله واقع شده‌است.